# Kamatamare Sanuki
Maillots
Actualités
Le Kamatamare Sanuki (カマタマーレ讃岐, Kamatamāre Sanuki) est un club japonais de football basé à Takamatsu dans la préfecture de Kagawa. Fondé en 1956, le club est promu en Japan Football League en 2011, alors la troisième division du football japonais. En 2014, le club rejoint la J2 League, deuxième division, avant d'être relégué en 2019 en J3 League, nouvelle troisième division créée en 2014.

## Historique
Le club est fondé en 1956 sous le nom de Takashō OB (Old Boys) Soccer Club (高商OBサッカークラブ, Takashō Ōrudo Bōizu sakkākurabu). En 1977, les Old Boys rejoignent le premier groupe de la Shikoku Soccer League (en), ligue régionale pour l'île de Shikoku, mais deux ans après, le club est relégué dans la Kagawa Prefectural Soccer League (ja), ligue préfectorale pour Kagawa. Ils parviennent à revenir à la Shikoku League en 1981. En 1991, l'équipe est choisie pour représenter la préfecture au 48e Congrès national des Sports. Le club est renommé en Kagawa Shiun Football Club (香川紫雲フットボールクラブ, Kagawa Shiun futtobōrukurabu), en l'honneur du Shiun, une des montagnes du massif Iwaseo (ja), dans la région de Takamatsu. Ils remportent la première place dans la ligue du Shikoku lors de la saison 1994, suivie par une seconde victoire en 1997. En 1996, Kagawa Shiun apparaît pour la première à la Coupe de l'Empereur. En 2000, le club signe un contrat de cinq ans avec SUNLIFE Co. (ja) et le club est renommé en SUNLIFE Football Club (サンライフフットボールクラブ, Sanraifu futtobōrukurabu). En mars 2005, après l'échéance du contrat, le conseil des sports de Takamatsu, mené par Takuya Hirai, prend les rênes du club et le renomme Takamatsu Football Club (高松フットボールクラブ, Takamatsu futtobōrukurabu), pour mieux refléter la future place du club dans la culture de la ville. En avril 2006, une séance publique est tenue pour un nouveau nom, et le nom devient Kamatamare Sanuki, choisi par un conseiller municipal. 
En 2006, le club gagne sa troisième saison de la ligue du Shikoku, mais sont éliminés dans les finales des qualifications pour monter en troisième division. En 2008, Yukinobu Sumitani (ja) trouve des investisseurs et créée la Kamatamare Sanuki Co.,ltd., qui gère le club. Masashi Hachuda (simple) en devient son premier président. Cette année, le club remporte encore le championnat de la ligue du Shikoku, mais ne peut encore monter au niveau supérieur. En 2009, le principal sponsor Anabuki Construction (en) se retire et le Kamatamare Sanuki est forcé de mettre le Sanuki Udon sur leurs maillots, devenant le premier club au Japon à vendre leur propre produit sur leurs maillots. Cela dure jusqu'en 2010 et en 2012-2013. En 2010, Makoto Kitano (en), qui arrive du Roasso Kumamoto, devient directeur. Cette année, le club remporte la coupe Shakaijin de l'Ouest du Japon (ja), la coupe Shakaijin (en), en plus de remporter leur cinquième victoire du championnat de la ligue. Ils remportent aussi les qualifications, et la JFL autorise leur entrée en troisième division ; C'est alors la première fois qu'un club de la préfecture de Kagawa parvient à y arriver.
En 2011, le club concoure en JFL et est approuvé comme club associé à la JLeague. L'année suivante, le club postule pour devenir club JLeague, mais retire sa candidature au dernier moment dû à des problèmes financiers. En 2013, le président Sumitani quitte pour s'occuper des problèmes financiers. Une licence de la JLeague est finalement émise le 30 septembre, à condition que le club atteigne les critères. Le 10 novembre, le club est finalement admis pour la saison 2014 après avoir battu Gainare Tottori et égalé une seconde partie.
La première saison en deuxième division ne se passe pas avec beaucoup de succès, le club subissant sept défaites consécutives, avant de gagner à sa quatorzième partie, puis sa quinzième partie contre Kataller Toyama, mais reste dans les derniers clubs de la saison. Aux matches de relégation, Kamatamare conserve sa place face à l'AC Nagano Parceiro, tandis qu'ils perdent face à Matsumoto Yamaga au deuxième tour de la Coupe de l'Empereur. À la saison suivante, le club s'améliore, finissant quatorzième dans la première partie de la saison, dont une victoire contre Oita Trinita durant leur premier match. Ils finissent seizièmes, avec 30 buts effectués et 33 buts accordés, moins de buts accordés que tout autre clubs, mais aussi avec le nombre de buts effectués le plus bas.

## Identité du club

### Nom du club
Le nom vient du Kamatama Udon (ja) (釜玉うどん), mets local, combiné au mot italien mare, qui signifie mer, pour symboliser la proximité à la mer de la ville. Sanuki vient quant à lui de la province de Sanuki, ancienne entité territoriale qui correspond depuis 1888 à Kagawa.

### Maillot
| Uniforme des gardiens de but | Uniforme des gardiens de but |
| ---------------------------- | ---------------------------- |
| Domicile                     | Extérieur                    |
|                              |                              |

| Chronologie de l'uniforme à domicile | Chronologie de l'uniforme à domicile | Chronologie de l'uniforme à domicile | Chronologie de l'uniforme à domicile | Chronologie de l'uniforme à domicile |
| ------------------------------------ | ------------------------------------ | ------------------------------------ | ------------------------------------ | ------------------------------------ |
| 2011                                 | 2012                                 | 2013                                 | 2014                                 | 2015                                 |
| 2016                                 | 2017                                 | 2018                                 | 2019                                 | 2020                                 |
| 2021                                 | 2022 -                               |                                      |                                      |                                      |
|                                      |                                      |                                      |                                      |                                      |

| Chronologie de l'uniforme à l'extérieur | Chronologie de l'uniforme à l'extérieur | Chronologie de l'uniforme à l'extérieur | Chronologie de l'uniforme à l'extérieur | Chronologie de l'uniforme à l'extérieur |
| --------------------------------------- | --------------------------------------- | --------------------------------------- | --------------------------------------- | --------------------------------------- |
| 2011 - 2012                             | 2013                                    | 2014                                    | 2015                                    | 2016                                    |
| 2017                                    | 2018                                    | 2019                                    | 2020                                    | 2021                                    |
| 2022 -                                  |                                         |                                         |                                         |                                         |
|                                         |                                         |                                         |                                         |                                         |

## Palmarès

### Équipe
| Compétitions nationales                                             | Compétitions internationales |
| - Championnat du Japon de football de D4 (0) - Vice-champion : 2013 | - Néant                      |

### Joueurs
| Palmarès joueurs |
| - Ligue japonaise de football (JFL) - Best Eleven (2013) : Ryosuke Kijima, Ryota Noguchi (en) - Ligue japonaise de football professionnel (en) (J.League) - Meilleur but du mois : Yuki Fuke (en) (février-mars 2019), Kazuki Ganaha (juin 2019), Yuki Ikeya (en) (juillet 2019) |

## Joueurs et personnalités du club

### Entraîneurs
Le tableau suivant présente la liste des entraîneurs du club depuis 2008.
| Rang | Nom             | Période   |
| ---- | --------------- | --------- |
| 1    | Masashi Hachuda | 2008-2009 |
| 2    | Makoto Kitano   | 2010-2019 |
| 3    | Ken'ichi Uemura | 2019-2020 |

| Rang | Nom                | Période   |
| ---- | ------------------ | --------- |
| 4    | Kazuhito Mochizuki | 2020-2021 |
| 5    | Nobuyuki Uenoyama  | 2021      |

| Rang | Nom                 | Période   |
| ---- | ------------------- | --------- |
| 6    | Toshihiro Nishimura | 2021      |
| 7    | Zdravko Zemunović   | 2021-2022 |

| Rang | Nom                 | Période     |
| ---- | ------------------- | ----------- |
| 8    | Toshihiro Nishimura | 2022-2023   |
| 9    | Atsushi Yoneyama    | depuis 2023 |

## Bilan saison par saison
Ce tableau présente les résultats par saison du Kamatamare Sanuki dans les diverses compétitions nationales et internationales depuis la saison 2014.
| Saison | Championnat | Championnat | Championnat | Championnat | Championnat | Championnat | Championnat | Championnat | Championnat | Championnat | Coupe du Japon | Coupe de la Ligue |
| Saison | Division    | Pos         | Pts         | J           | V           | N           | D           | BP          | BC          | Diff.       | Coupe du Japon | Coupe de la Ligue |
| ------ | ----------- | ----------- | ----------- | ----------- | ----------- | ----------- | ----------- | ----------- | ----------- | ----------- | -------------- | ----------------- |
| 2014   | J2 League   | 21e         | 33          | 42          | 7           | 12          | 23          | 34          | 71          | -37         | 2e tour        | -                 |
| 2015   | J2 League   | 16e         | 51          | 42          | 12          | 15          | 15          | 30          | 33          | -3          | 2e tour        | -                 |
| 2016   | J2 League   | 19e         | 43          | 42          | 10          | 13          | 19          | 43          | 62          | -19         | 2e tour        | -                 |
| 2017   | J2 League   | 19e         | 38          | 42          | 8           | 14          | 20          | 41          | 61          | -20         | 2e tour        | -                 |
| 2018   | J2 League   | 22e         | 31          | 42          | 7           | 10          | 25          | 28          | 72          | -44         | 2e tour        | -                 |
| 2019   | J3 League   | 14e         | 39          | 34          | 10          | 9           | 15          | 33          | 49          | -16         | 2e tour        | -                 |
| 2020   | J3 League   | 16e         | 31          | 34          | 7           | 10          | 17          | 33          | 52          | -19         | -              | -                 |
| 2021   | J3 League   | 15e         | 21          | 28          | 4           | 9           | 15          | 20          | 41          | -21         | 1er tour       | -                 |
| 2022   | J3 League   | 17e         | 27          | 34          | 6           | 9           | 19          | 27          | 49          | -2          | -              | -                 |
| 2023   | J3 League   | 16e         | 44          | 38          | 11          | 11          | 16          | 29          | 45          | -16         | 2e tour        | -                 |
| 2024   | J3 League   | 16e         | 43          | 38          | 10          | 13          | 15          | 48          | 52          | -4          | 2e tour        | 1er tour          |
| Saison | Division    | Pos         | Pts         | J           | V           | N           | D           | BP          | BC          | Diff.       | Coupe du Japon | Coupe de la Ligue |
| Saison | Championnat |             |             |             |             |             |             |             |             |             | Coupe du Japon | Coupe de la Ligue |